# اولیویه مورگ
اولیویه مورگ (به فرانسوی: Olivier Mourgue)؛ (زادهٔ ۱ ژانویهٔ ۱۹۳۹ میلادی) یک طراح صنعتی اهل فرانسه است که بیشتر به عنوان طراح صندلی‌های آینده‌نگر «جین» (Djinn) که در فیلم «۲۰۰۱: یک ادیسه فضایی» به کارگردانی و تهیه‌کنندگی استنلی کوبریک استفاده شده‌ است، شناخته می‌شود.

## زندگی و حرفه
مورگ در پاریس، فرانسه به دنیا آمد. او شاید بیشتر به خاطر طراحی مبلمانش، به ویژه صندلی‌های جین قرمز روشن که در فیلم «۲۰۰۱: یک ادیسه فضایی» در سال ۱۹۶۸ میلادی، شناخته شده‌ است. سازندهٔ اصلی طرح‌های او «ایربورن اینترنشنال» بود، که دیگر فعال نیست، با این حال برخی از طرح‌ها هنوز توسط شرکت‌های دیگر در حال تولید هستند. صندلی جین به عنوان یک نمونهٔ کلاسیک از طراحی مبلمان مدرن دههٔ ۱۹۶۰ میلادی بسیار مورد توجه است.
الیویه مورگ همچنین نقاش و طراح منظر است. بیشتر آثار او را می‌توان در مجموعه‌های موزه‌ها یافت.
الیویه مورگ اخیراً کتابی با عنوان «باغ‌های خیالی و تئاترهای کوچک» برای مرکز هنرهای تجسمی سینزبری منتشر کرده‌ است.